# Camil Vives i Roig
Camil Vives i Roig (Gelida, 1 de març de 1861 - Barcelona, 8 de març de 1931) fou un sacerdot, músic i matemàtic català. En algunes publicacions va emprar el pseudònim Caviró Milvesig, construït a partir del seu nom, com ara a la comèdia Un policia model (1924), una adaptació de l'obra de Molière Le mariage forcé.
Fill de Rafael Vives i Solà, forner i Josepa Roig i Déu. Cursà la primera ensenyança en la seva vila nadiua i a Collbató; a dotze anys ingressà com aprenent en una fàbrica de paper d'aquella població, i acabat l'aprenentatge treballà com a oficial en una altra de Barcelona, de la que en fou nomenat secretari quan només tenia catorze anys. Posteriorment, fou encarregat d'obrir una nova fàbrica de paper a Callús, i havent-ne captat la confiança dels operaris, aquests li confiaren l'administració d'una entitat obrera; però a conseqüència d'haver-los amonestat perquè, a parer seu, no complien amb els seus deures, Vives Roig abandonà la fàbrica i se n'anà a Collbató, on els seus pares havien establert un forn de pa, i els ajudà en aquesta tasca.
Ensems estudià la tenidoria de llibres, i llavors es revelà la seva gran afició a les matemàtiques. També demostrà singulars aptituds per la música, i aprengué solfeig a Esparreguera (llunyana uns 4 km), on anava cada dia, portant a vegades sobre les seves espatlles al seu germà Amadeu, que llavors només tenia uns quatre anys, i del qual en fou el primer mestre de música. Vives Roig progressà tan ràpidament, que ben aviat tocà el piano i l'harmònium a l'església, i organitzà, amb l'escriptor Pau Bertran i Bros i altres, una petita banda de música.
Després d'una època de dubtes i indecisions, durant la qual treballà de flequer en diverses poblacions, abandonà aquest ofici, ja que no sentia cap afició per ell, i, havent progressat en ells estudis de piano, fou nomenat mestre de música de l'Asil de Sant Joan de Déu, de Barcelona, a disset anys. La pràctica de la caritat per aquells religiosos el decidí a ingressar en aquell Institut, però abans assentà plaça de soldat, ingressant en la banda d'artilleria de Barcelona, que llavors dirigia Lluís Bresonier. Complerts els deures militars, Vives Roig ingressa en el Noviciat de Sant Joan de Déu, i així que hagué professat, estudià la carrera eclesiàstica, cantant la seva primera missa el 1888.

## Carrera musical
Els seus superiors li confiaren diversos càrrecs en diverses poblacions d'Espanya, en totes les quals deixà empremta de les seves dues grans aficions: la música i les matemàtiques, que no havia deixat de cultivar. A Ciempozuelos deixà organitzada la capella de música i fundà una banda formada per alienats pacífics i alguns frares joves; a Màlaga creà una altra banda; a Palència organitzà una capella de música i durant una temporada dirigí la capella de la catedral, on va conèixer el cèlebre baix Agustín Calvo, que fou protegit i pensionat per consell i influència de Vives Roig.
En aquesta última ciutat es proposà ensenyar a infants cecs, i davant les dificultats que això oferia, inventà la màquina de comptar, aritmòmetre, que donà a conèixer a uns enginyers alemanys que havien anat a aquesta capital per instal·lar l'enllumenat elèctric. Tres anys després i quan ja havia encarregat la construcció de l'aritmòmetre, Vives Roig veié en un establiment de Barcelona una màquina de comptar, de procedència alemanya, i després d'estudiar-la amb molta cura descartà la possibilitat d'una coincidència. Més tard se li confià l'administració del Manicomi de Sant Boi de Llobregat i publica una aritmètica pedagògica catalana i un compendi d'àlgebra.
Posteriorment, Vives Roig deixà de pertànyer a l'orde de Sant Joan de Déu, amb especial dispensa del Pontífex, i el cardenal Casañas l'anomenà capellà custodi de l'església de l'Esperit Sant de Barcelona. Vives Roig fou un dels fundadors de l'Acadèmia Pedagògica Catalana, havent publicat entre d'altres, els següents treballs: Novena al Sant Esperit, Trisagi al Sagrat Cor de Jesús agonitzant, Novena a la Verge de la Font de la Salut, Col·lecció de poesies, Història de l'Esperit Sant, Poema al Sant Esperit, Camino del Paraíso, i diversos aforismes.
Durant els seus últims anys va intensificar els seus estudis científics. Entre els seus invents cal mencionar, a més de l'aritmòmetre, un manipulador telegràfic, el qual, aplicat al sistema Morse, triplicava la velocitat d'aquells anys; una regla de càlcul per esbrinar instantàniament els dies transcorreguts d'una data a l'altra; un rellotge despertador automàtic, etc.

## Obres
- Aritmetica teórich - práctica, Barcelona (1899)[8][3]
- Geometria elemental, Barcelona, (1900)[3]
- Aritmética Pedagógica Catalana, Barcelona, Editorial Baguña (1905)[3]